# FBI Ten Most Wanted Fugitives
La FBI Ten Most Wanted Fugitives è una lista dei dieci criminali più ricercati dall'F.B.I.

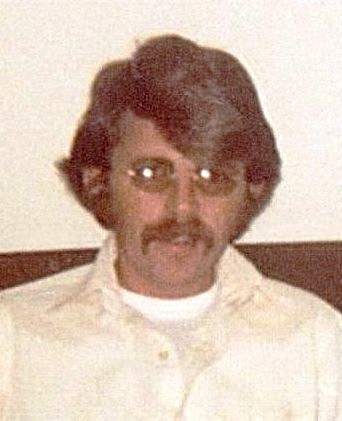
Il 19 maggio 1996, Leslie Ibsen Rogge divenne la prima persona nella lista dei 10 fuggitivi più ricercati dall'FBI a essere arrestata grazie al sito Internet dell'FBI

## Storia
L'idea di compilare la lista venne durante una partita a un gioco di carte, la Peppa, verso la fine del 1949, tra J. Edgar Hoover, direttore del Federal Bureau of Investigation statunitense e William Kinsey Hutchinson, caporedattore dell'International News Service, che discutevano sui modi di pubblicizzare la cattura dei toughest guys (ossi duri) dell'FBI. Questo colloquio divenne un articolo che registrò un consenso tale che il 14 marzo 1950 l'FBI annunciò ufficialmente la lista per migliorare le proprie capacità di applicazione della legge nella cattura dei più pericolosi latitanti.

## Descrizione
Il posizionamento nella lista non segue un criterio particolare e non viene quasi mai stilata una "classifica" su chi sia il "più ricercato". A ciascun individuo è però assegnato un codice univoco sequenziale e nel caso di suoi nuovi inserimenti nella lista, solitamente questo codice è mantenuto. Quando un soggetto è inserito nella lista e poi catturato prima che questa venga resa pubblica, allora il codice è "ritirato" e nella nuova lista si notano solo dei buchi nella sequenza dei codici. Per semplificare l'individuazione, inoltre, il codice dei ricercati e la data di inserimento è posta in basso ogni volta che è possibile.
Un soggetto è rimosso dalla lista in caso di cattura o morte o caduta delle accuse nei suoi confronti e subito sostituito da un altro scelto dall'FBI. In cinque casi, inoltre, l'FBI ha tolto dei nominativi avendo deciso che non erano più un "pericolo particolarmente minaccioso per la società". Victor Manuel Gerena, aggiunto nella lista nel 1984, vi è rimasto più a lungo di qualsiasi altro: 32 anni. Billie Austin Bryant è quello che vi è rimasto per il periodo più breve, solo due ore nel 1969. Non sono invece note le ragioni che hanno portato all'espunzione di Eugene Palmer, inserito nella lista (di cui fu l'esponente più anziano) dal 2019 al 2022 in quanto non è stato mai arrestato rimanendo nel novero dei ricercati dell'FBI. In alcune occasioni è stato aggiunto un "Number Eleven" (numero undici) alla lista, quando veniva individuato un soggetto particolarmente pericoloso e nessuno di quelli già inseriti gli era da meno.
La lista è normalmente affissa nei luoghi pubblici (ad esempio uffici postali).
L'FBI gestisce anche una lista dei terroristi più ricercati, oltre che degli avvertimenti sui maggiori rischi criminali in corso,, liste persone scomparse ed altri tipi di elenchi di latitanti.
Il 17 giugno 2013 l'elenco ha raggiunto un totale cumulativo di 500 fuggitivi elencati. A maggio 2023 sono 531 i fuggitivi elencati nel corso del tempo (dei quali 11 donne) e 494 di loro sono stati catturati (93%); tra questi ultimi, 163 (31%) sono stati rintracciati grazie alla cooperazione della cittadinanza.

## Aggiunta di nuovi nominativi
Per aggiornare la lista, la Criminal Investigative Division (CID) dell'FBI si rivolge ai 56 uffici distaccati dell'agenzia, i quali hanno facoltà di proporre delle candidature. Queste vengono sottoposte a un gruppo scelto di agenti del CID e dell'Office of Public Affairs. I nomi così selezionati vengono quindi sottoposti al capo del CID e quindi alla direzione dell'FBI per l'approvazione. Poiché questo procedimento richiede del tempo, può accadere che alcuni ricercati non vengano immediatamente rimossi dalla lista dopo il loro arresto: fu il caso di Whitey Bulger, arrestato il 22 giugno 2011 e depennato il 9 maggio 2012.

## Lista al 1° luglio 2025
Vengono offerti premi in denaro a coloro che forniscono informazioni utili alla cattura dei fuggitivi nell'elenco; la ricompensa è di almeno $100.000 per tutti i fuggitivi, cifra che è stata superata nei casi di latitanze particolarmente prolungate e/o di soggetti ritenuti altamente pericolosi.
| Immagine ricercato | Nome                              | Data inserimento | Numero nella lista |
| --- | --------------------------------- | ---------------- | ------------------ |
| | Bhadreshkumar Chetanbhai Patel    | 18 aprile 2017   | #514               |
| Bhadreshkumar Chetanbhai Patel è ricercato per aver accoltellato ed ucciso sua moglie in un negozio di ciambelle ad Hanover, nel Maryland, il 12 aprile 2015. Una videocamera di sorveglianza ha ripreso Patel e sua moglie camminare a fianco e scomparire dietro un reparto. Dopo qualche minuto ritorna da solo. Dopo aver chiuso il negozio e aver alloggiato in un motel, è stato visto l'ultima volta alla Pennsylvania Station di Newark mentre saliva su un mezzo pubblico. Ha legami con gli stati federati di Georgia, Illinois, Kentucky e New Jersey, mentre al di fuori degli USA con India e Canada. - Taglia per la sua cattura: $250.000. |                                   |                  |                    |
| | Alejandro Castillo                | 25 ottobre 2017  | #516               |
| Alejandro Castillo è ricercato per il suo presunto coinvolgimento nell'omicidio di una collega di lavoro avvenuto nell'agosto 2016 a Charlotte in North Carolina. La motivazione ufficiale dell'omicidio è un debito pecuniario non ripagato. Dopo aver ucciso la sua collega, Castillo con un suo amico successivamente costituitosi, si recò in Arizona, dove attraversò il confine tra il Messico e gli Stati Uniti d'America. Potrebbe nascondersi negli Stati messicani di Aguascalientes, Guanajuato o Veracruz. Taglia per la sua cattura: $250.000. |                                   |                  |                    |
| | Yulan Adonay Archaga Carias       | 3 novembre 2021  | #526               |
| Archaga Carias è ricercato per estorsione, per importazione di cocaina e possesso illegale di armi. Come presunto leader dei MS-13 per il territorio dell'Honduras avrebbe controllato le attività criminali dell'organizzazione fornendo supporto e risorse per le altre cellule in America Centrale e Stati Uniti attraverso armi, droga e contanti. Archaga Carias è anche responsabile di numerose importazioni di sostanze stupefacenti dall'Honduras verso gli Stati Uniti ed alla partecipazione di numerosi omicidi contro membri di bande rivali. - Taglia per la sua cattura: $5.000.000. |                                   |                  |                    |
| | Ruja Ignatova                     | 30 giugno 2022   | #527               |
| Ruja Ignatova, faccendiera bulgara con cittadinanza tedesca, è ricercata in quanto ritenuta responsabile di una colossale frode con schema Ponzi (attraverso una falsa criptovaluta denominata OneCoin) del valore di 3,8 miliardi di euro, dei quali almeno 480 milioni sono stati incamerati nel suo patrimonio privato; centinaia di migliaia di persone in tutto il mondo sono state raggirate. Ha fatto perdere le sue tracce nell'ottobre 2017 ad Atene, dopo aver preso un volo Ryanair da Sofia. Si ipotizza che abbia acquisito una falsa identità e che si sia sottoposta a interventi di chirurgia plastica per sfigurarsi e rendersi irriconoscibile; probabilmente mantiene legami coi Paesi di cui ha la cittadinanza e si muove solo con mezzi privati, forse con una qualche scorta armata. Non si esclude infine che possa essere deceduta, in riferimento al fatto che tra i soggetti da lei truffati vi sono ambienti vicini al crimine organizzato; l’FBI tuttavia sostiene che non esistano riscontri in tal senso. - Taglia per la sua cattura: $5.000.000. |                                   |                  |                    |
| | Omar Alexander Cardenas           | 20 luglio 2022   | #528               |
| Omar Alexander Cardenas, membro di una gang criminale di Los Angeles, è ricercato in quanto ritenuto responsabile dell'uccisione (apparentemente immotivata) di un uomo all'esterno di un negozio di barbiere, nella città natale, nell'estate 2019. Le autorità ritengono che possa essere fuggito in Messico per evitare l'arresto, o che possa trovarsi nel sud della California, dove ha parenti e amici e potrebbe lavorare in incognito come operaio edile. - Taglia per la sua cattura: $250.000. |                                   |                  |                    |
| | Wilver Villegas-Palomino          | 14 aprile 2023   | #530               |
| Wilver Villegas-Palomino è un membro dell'ELN, un'organizzazione criminale transnazionale e terroristica straniera. È accusato di narco-terrorismo, cospirazione e per la distribuzione internazionale di cocaina. Il programma Narcotics Rewards del Dipartimento di Stato degli Stati Uniti offre fino a 5 milioni di dollari per informazioni che portino al suo arresto e/o alla sua condanna. La sua organizzazione opera tra la Colombia e il Venezuela, ma il diretto interessato ha legami anche col Texas, precisamente a Houston. - Taglia per la sua cattura: $5.000.000. |                                   |                  |                    |
| | Vitel'Homme Innocent              | 15 novembre 2023 | #532               |
| Vitel'Homme Innocent, cittadino haitiano e leader della gang Kraze Barye di Port-au-Prince, è ricercato per il suo ruolo nei rapimenti di alcuni missionari statunitensi avvenuti nel 2021 e per l'omicidio di un cittadino statunitense durante un fallito tentativo di rapimento a scopo estorsivo. - Taglia per la sua cattura: $2.000.000. |                                   |                  |                    |
| | Fausto Isidro Meza Flores         | 4 febbraio 2025  | #533               |
| Fausto Isidro Meza Flores, il presunto leader dell'Organizzazione criminale transnazionale Meza Flores, è ricercato per una serie di reati legati alla droga. Presumibilmente ha cospirato per produrre e distribuire cocaina, eroina, metanfetamine e marijuana negli Stati Uniti dal 2005 al 2019. - Taglia per la sua cattura: $5.000.000. |                                   |                  |                    |
| | Ryan James Wedding                | 6 marzo 2025     | #535               |
| Ryan James Wedding è ricercato per aver presumibilmente gestito una rete di narcotraffico che ha spedito centinaia di chilogrammi di cocaina dalla Colombia al Canada e ad altre località degli Stati Uniti; ha anche presumibilmente orchestrato molteplici omicidi per promuovere questi reati di droga. - Taglia per la sua cattura: $10.000.000 |                                   |                  |                    |
| | Giovanni Vicente Mosquera Serrano | 24 giugno 2025   | #536               |
| Giovanni Vicente Mosquera Serrano è ritenuto uno dei principali esponenti del Tren de Aragua, un'organizzazione criminale transnazionale venezuelana, ed è accusato di spaccio internazionale di cocaina, fornitura di supporto materiale a terroristi e associazione a delinquere. - Taglia per la sua cattura: $3.000.000 |                                   |                  |                    |
| | Cindy Rodriguez Singh             | 1° luglio 2025   | #537               |
| Cindy Rodriguez Singh è accusata dell'omicidio del figlio di sei anni Noel Alvarez, scomparso nell'ottobre 2022; lei e la sua famiglia si sono imbarcati su un volo per l'India nel marzo 2023, poco dopo che la polizia locale aveva effettuato un controllo di sicurezza a casa sua. - Taglia per la sua cattura: $250.000 |                                   |                  |                    |